# Gonzalo Castillo (Fußballspieler)
Gonzalo Gabriel Castillo Cabral (* 17. Oktober 1990 in Melo) ist ein uruguayischer Fußballspieler.

## Karriere
Der 1,79 Meter große Defensivakteur Castillo stand mindestens in den Spielzeiten 2009/10, 2011/12 und 2012/13 in Reihen des seinerzeitigen uruguayischen Erstligisten Cerro Largo FC. In diesen drei Saisons lief er in 3, 18 bzw. 20 und somit in insgesamt 41 Erstligabegegnungen auf. Einen Treffer erzielt er nicht. Zudem stehen zwei Einsätze (kein Tor) in der Copa Sudamericana 2012 für ihn zu Buche. 2013 wechselte er zum Club Atlético Atenas. Bei dem Verein aus San Carlos absolvierte er in der Spielzeit 2013/14 elf Partien in der Segunda División. Dabei schoss er ein Tor. Am Saisonende stieg sein Verein in die höchste uruguayische Spielklasse auf. In der Saison 2014/15 wurde er in der Primera División 26-mal (ein Tor) eingesetzt, konnte mit dem Verein den unmittelbaren Wiederabstieg aber nicht verhindern. Während der Apertura 2015 bestritt er sechs Ligaspiele (kein Tor). Ende Januar 2016 schloss er sich Deportivo Maldonado an und traf in der Clausura bei 13 Ligaeinsätzen einmal ins gegnerische Tor. Anfang August 2016 wechselte er zum Club Atlético Torque, für den er in der Saison 2016 elf Zweitligaspiele (ein Tor) absolvierte.

## Erfolge
The Strongest
- Bolivianischer Meister: 2023